# Mongolia en los Juegos Olímpicos de Grenoble 1968
Mongolia estuvo representada en los Juegos Olímpicos de Grenoble 1968 por siete deportistas masculinos que compitieron en tres deportes.
El portador de la bandera en la ceremonia de apertura fue el patinador de velocidad Luvsansharavyn Tsend. El equipo olímpico mongol no obtuvo ninguna medalla en estos Juegos.